# Лосяч

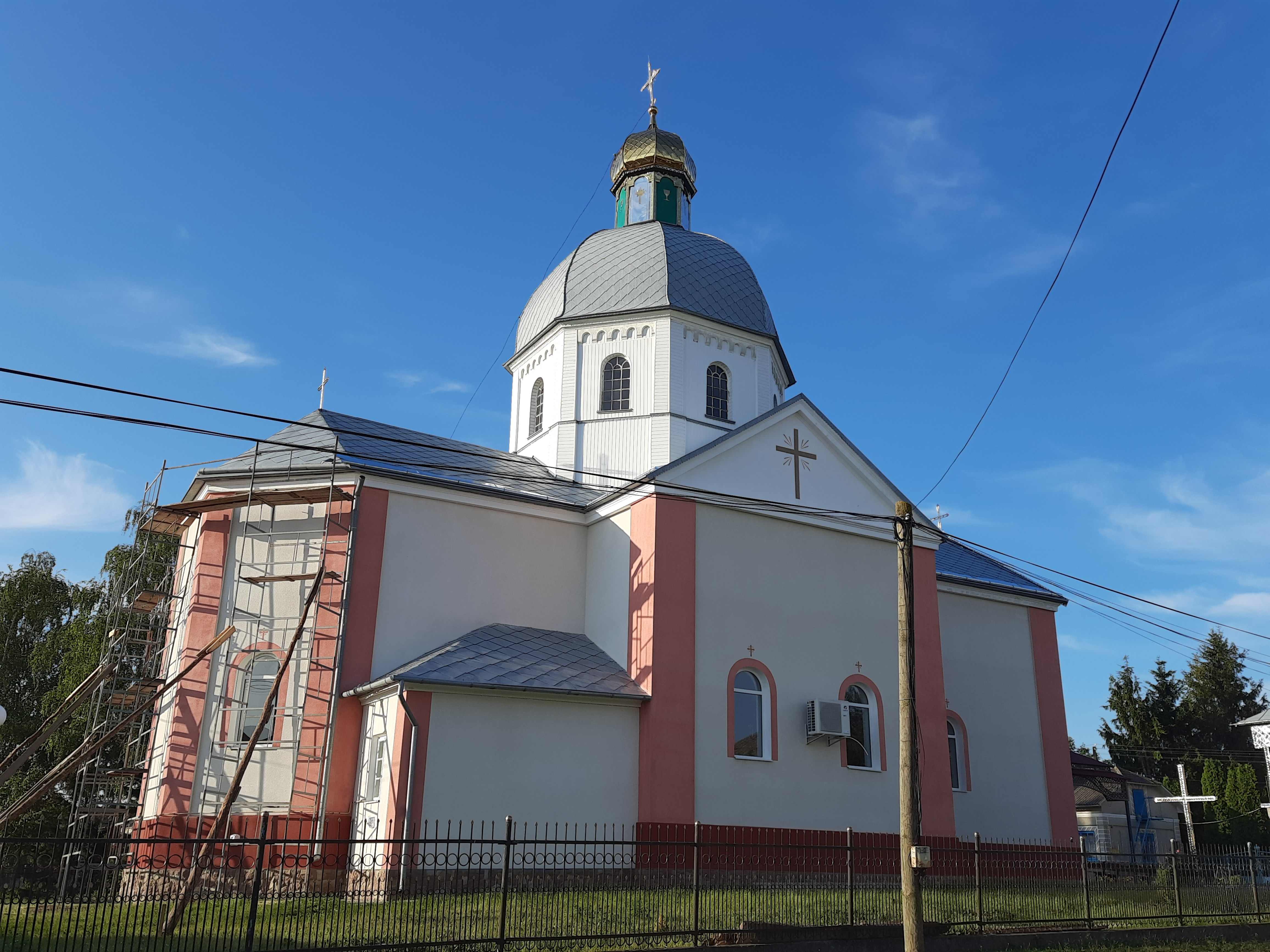
Церква Воздвиження Чесного Хреста Господнього 1903р

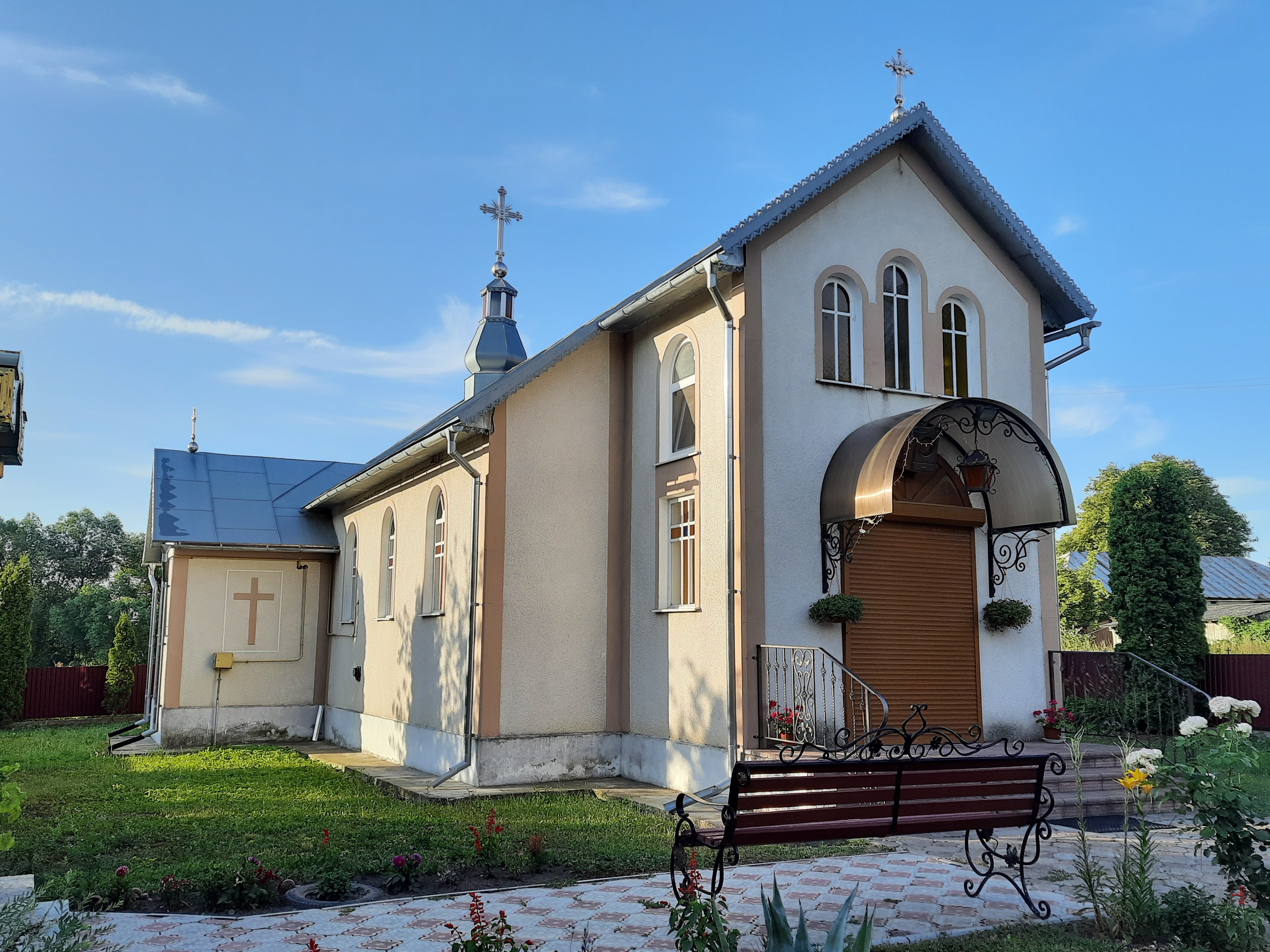
Церква Воздвиження Чесного Хреста Господнього (2007р)

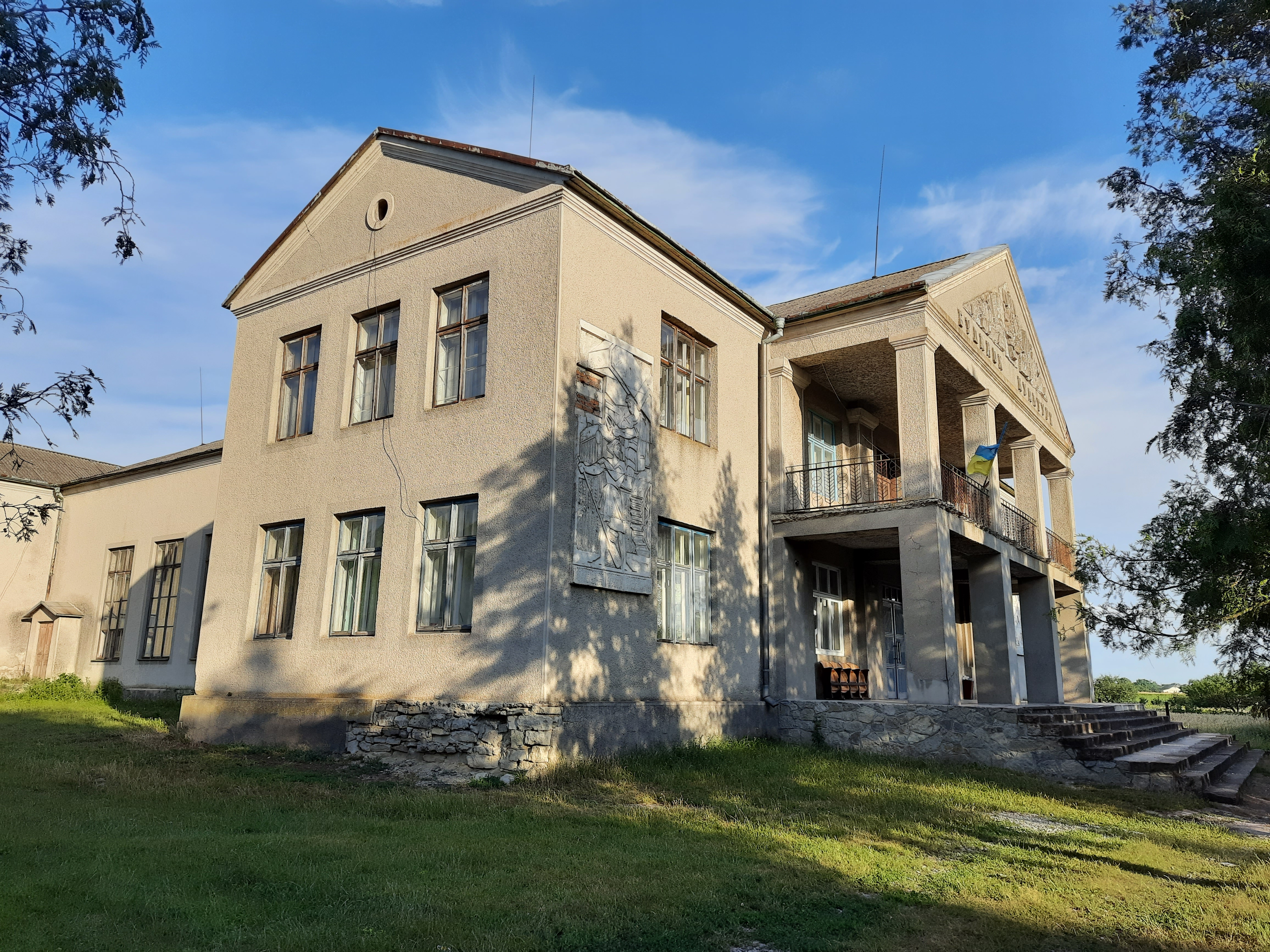
Лосяцький Будинок культури

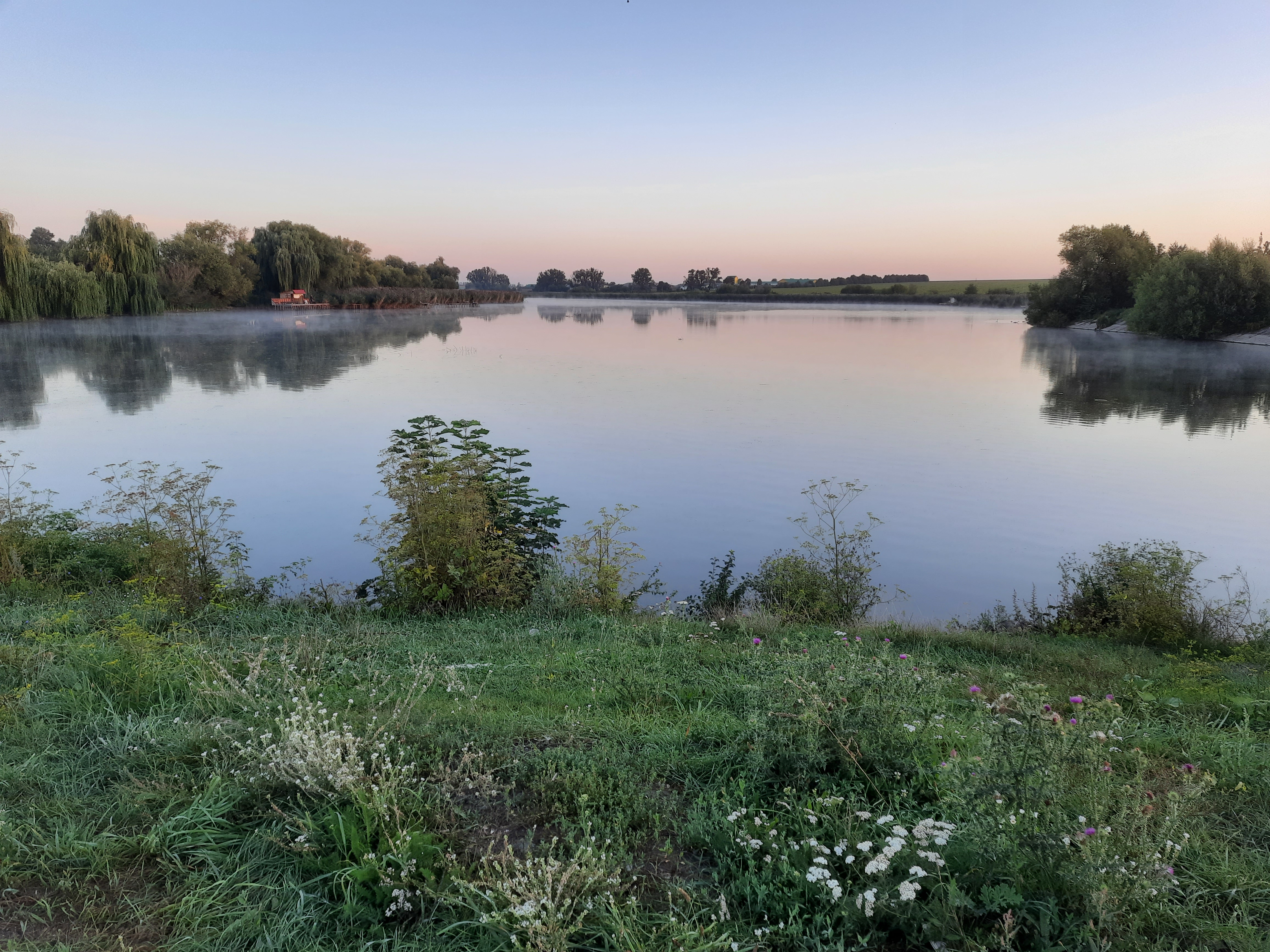
Лосяцький став

Ло́сяч — село в Україні, у Скала-Подільській селищній громаді Чортківського району Тернопільської області. Розташоване на сході району. До 2015 центр Лосяцької  сільської ради. Від вересня 2015 року ввійшло у склад Скала-Подільської селищної громади.
Населення — 1249 осіб (2003).
Через село пролягає автодорога Бучач — Чортків — Скала-Подільська (Т 2001), недалеко Кам'янець-Подільський. На околиці села бере початок річка Циганка. Поблизу села розташований хутір Під Лісом.
Відоме неоготичним костелом святого Антонія.

## Географія
Лосяч розташований на Придністровській рівнині — південній частині Подільської височини у культурно-історичному регіоні Західне Поділля.
Село розташоване на правому березі річки Циганка (ліва притока Нічлави, басейну Дністра). Через село проліг автошлях Бучач-Скала-Подільська. Розташоване на відстані 362 км від Києва, 79 км — від обласного центру міста Тернополя та 12 км від міста Борщів.
Сусідні населені пункти:
У 2014 році в селі було 362 двори.
На захід від Лосяча розташований Старий ліс, поблизу — грабовий ліс Зруб.

### Мікротопоніми
Поля навколо села: На морґах, На довгих гонях, Від кіпців, За мостом, На гірчицях, На криках, Коло керничок, Коло Гамалея, На глибокій долині, На дубках, За кадовбою, На ставках, За дубиною.
Західну частину Лосяча називали Мазурівка, східну — Липихівка.

## Історія

### Археологічні знахідки
Поблизу села виявлено археологічні пам'ятки давньоруської культури.
Назва походить від зарослів лози, у яких нібито ховались жителі давнього містечка під назвою Рогізна від турків і татар. Залишки цього селища розташовані в урочищі Глибока Долина. І досі там знаходять сліди життя людей. Село ділиться умовно на дві частини: Мазурівка і Липихівка, є 6 вулиць: 1. Від ставу; 2.Нова; 3. Церковна; 4.На бригаду; 5.Ринок; 6.Свиняча кривда.

### Польський період
Село з’явилося в кінці 16 століття на землях села Рогізна, яке до того часу вже було спустошеним. В першій половині 17 століття разом із Давидківцями власність Станіслава Конєцпольського.
5 лютого 1624 року село спалили татари.
В 1629 р. в селі було 78 будинків ("димів").

Після козацьких та селянських повстань середини 17 століття село було повністю спустошеним, про що в люстрації 1665 р. записано:
Села Лосячин, Давидківці та Блажеївка або Слобода

Власником  тих сіл є його милість пан Гієронім на Бжезю Лянцкоронський, підкоморій подільський, староста скальський. В селі Лосячин нема жодного  підданого, на тому присягнув Михайло бурмістр скальський.
В 1764 році в селі вже було 156 селянських господарств та 2 шляхетських.
До кінця 18 століття — у складі Речі Посполитої. До поділів Речі Посполитої (1793) село належало до Скальського староства Червоногородського повіту Подільського воєводства. Протягом 1672–1699 років територія села, як і все Поділля, було в складі Османської імперії. Адміністративно підпорядковувалося Чортківській нахії Кам'янецького ейялету Подільського пашалику.

### Австрійський період
У 19 столітті маєтком у селі володіли, зокрема, Артур, Аґенор Ґолуховський. За гроші родини Ґолуховських наприкінці XIX століття у селі збудовано костел Святого Антонія Падуанського (за різними версіями 1889 рік; 1896–1906 рр.).
В селі діяли «Просвіта», «Луг», «Сільський господар» та інші українські товариства, кооператива.

### Перша світова війна
Ймовірно в часи першої світової війни у селі  розташовувався австрійський військовий госпіталь, бо є залишки військового цвинтаря на полі в південній частині Мазурівки.

### Друга світова війна
Від 8 липня 1941 р. до 4 квітня 1944 р. — під нацистською окупацією. У роки німецько-радянської війни 65 сільчан воювали в Червоній армії; 20 загинули, 28 пропали безвісти.
У період національно-визвольної боротьби загинули жителі Лосяча — члени ОУН і її симпатики та вояки УПА: Михайло Гоцак («Ворон», «Морозенко»; 1923–1946), Микола («Нечай»; 1924–1946) і Петро (1926–1947) Лихи, Михайло Митник («Ворон»; 1927 р. н.-дата смерті невідома), Михайло Свинарчук (1925-помер в ув'язненні 1948), Йосип Скочиляс (1927–1944). Серед 17 репресованих і реабілітованих осіб — священик Михайло Бойко (1891 р. н., засуджений 1951 р. на 25 років ВТТ).
21 березня 1945 р. на околиці Лосяча загін повстанців (40 вояків) під командуванням «Бистрого» розгромив загін енкадебістів чисельністю 120 осіб.
До Другої світової війни значну частину мешканців Лосяча становили поляки. У 1946 році радянська та польська комуністична влада депортувала в Лосяч родини українців із Надсяння.

### Повоєнний період
У 1940-1941, 1944-1959 роках село належало до Скала-Подільського району Тернопільської області. З ліквідацією району 1959 року увійшло до складу Борщівського району.
12 червня 2020 року, відповідно до розпорядження Кабінету Міністрів України № 724-р «Про визначення адміністративних центрів та затвердження територій територіальних громад Тернопільської області» увійшло до складу Скала-Подільської селищної громади.
19 липня 2020 року, в результаті адміністративно-територіальної реформи та ліквідації Борщівського району, село увійшло до складу новоутвореного Чортківського району.

## Релігія

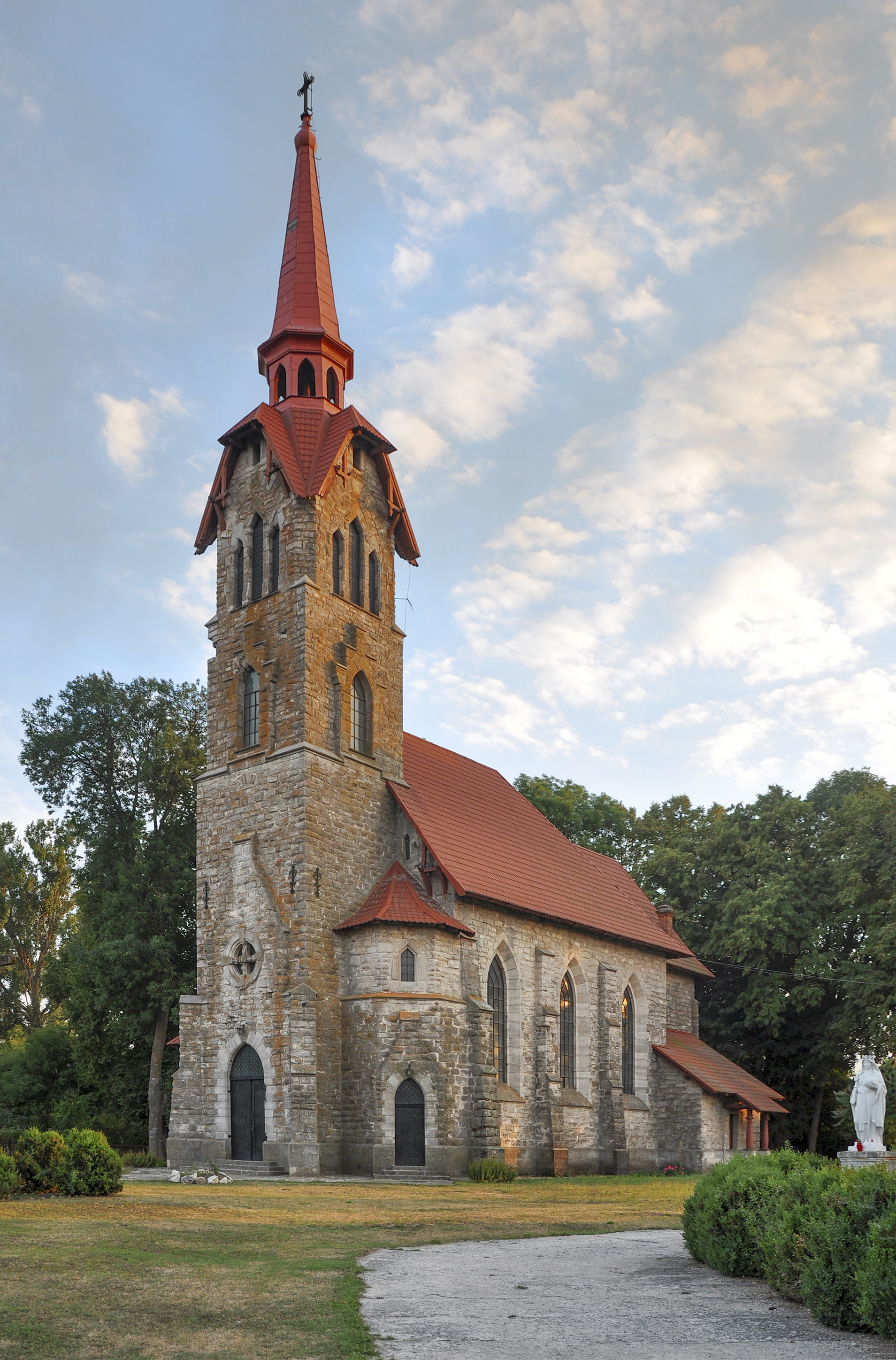
Костел святого Антонія

- церква Воздвиження Чесного Хреста Господнього (1903, мурована, ПЦУ);
- церква Воздвиження Чесного Хреста Господнього (2007, мурована, УГКЦ);
- костел Святого Антонія (1872);
- капличка УГКЦ (1992);
- капличка на честь 10-річчя незалежності України (2001).

## Населення
За даними перепису населення 2001 року у селі мешкало 1 252 особи. Мовний склад населення села був таким:

### Мова
Розподіл населення за рідною мовою за даними перепису 2001 року:
| Мова       | Кількість | Відсоток |
| ---------- | --------- | -------- |
| українська | 1246      | 99.52%   |
| російська  | 4         | 0.32%    |
| білоруська | 1         | 0.08%    |
| польська   | 1         | 0.08%    |
| Усього     | 1252      | 100%     |

У 1938 році в селі мешкало 1960 осіб. Національний склад населення був таким:
| українці (%) | поляки (%)  | євреї (%) |
| ------------ | ----------- | --------- |
| 1080 (55,1%) | 800 (40,8%) | 80 (4%)   |

## Політика
У 2015 році село увійшло до Скала-Подільської об'єднаної територіальної громади. У червні 2016 року старостою села обрана Кійовська Галина Юріївна. Восени 2021 року  після смерті Кійовської Г.Ю. старостою села (одночасно також і старостою с.Гуштин) призначена Любачевська Алла

## Пам'ятки

Пам'ятник Тарасові Шевченку

У селі є пам'ятник воїнам-односельцям, полеглим у німецько-радянській війні (1973).
Пам'ятник Т. Шевченку
Щойновиявлена пам'ятка монументального мистецтва.
Встановлений 1991 р. Скульптор — І. Мердак.
Погруддя — бетон, постамент — мармурова крихта, цемент.
Висота — 4 м.

## Освіта
Працюють ЗОШ І-ІІ ступенів (директор — Ольга Василівна Шупенюк) та дитячий садок «Дзвіночок»[джерело?].
У селі працює бібліотека.

## Культура
У селі є Будинок культури (директор — Глюта Ірина[джерело?]).

## Охорона здоров'я
Працює фельдшерсько-акушерський пункт.

## Економіка
У селі є:
пилорама
- Цегельний завод;
- Млин.

Земельні паї орендує ПАП «Дзвін» (с. Бурдяківці).

## Відомі люди

### Народилися
- Гарасимів Михайло Ярославович— громадський діяч.
- Гузела Михайло Васильович — вчений-правознавець, адвокат.
- Лелик Петро Васильович— політолог.
- герой соціалістичної праці В. Шпикалюк.(жив і працював у селі, займався вирощуванням тютюну)

### Пов'язані із селом
- навчався український (галицький) письменник, літературознавець, педагог Лев Василович (псевдоніми Лев Сапогівський, Недотятько Гринько).